# 二木康之
二木 康之（ふたぎ やすゆき、1947年4月15日- ）は、日本の医学者・小児科医（医学博士）。佛教大学名誉教授。専門は発達神経学。

## 来歴
兵庫県加古川市出身。4歳時に右股関節結核を患い、高砂市、神戸市兵庫区の病院を次々と受診した。抗結核剤の投与を受けながら、自宅療養を指示され、幼稚園に入園せずに治療に専念したが、奏功せず、外科的治療を受けるために大阪大学医学部附属病院整形外科を受診した。しかし、待機患者が多数いために入院を果たせず、小学校2年生時に大阪厚生年金病院（清水源一郎院長）に入院した。清水院長の執刀で手術を受け、2の1病棟（小児整形外科病棟）に半年入院となる。当時2の1病棟には多数の脊椎カリエス、骨関節結核などの患児が入院しており、1、2年以上の長期入院を余儀なくされていた子どもたちも少なくなかった。同室には同病の吉田恒俊（後に奈良弁護士会会長）らがいた。その原体験から医学の道を志す。
明石市立衣川中学校、兵庫県立明石高等学校、大阪大学医学部卒。
学生時代は全国障害者問題研究会阪大医学部学生サークル（顧問：丸山 博衛生学教室教授）を結成して、初代部長。部室は伝統ある社会医学系サークル、アルファ会部室を借用した（当時のアルファ会学生責任者：中山雅弘、後に大阪府立母子保健総合医療センター検査部長）。サークルには真下節（後に大阪大学医学部麻酔科教授）、仙波恵美子（和歌山県立和歌山医科大学第二解剖学教室教授）、郭麗月（児童・思春期精神科医、桃山学院大学社会学部社会福祉学科教授)、廣田憲二（産婦人科医、日生病院副院長）、松本充司（泌尿器科医、済生会今治第二病院院長）、岡山道子（仙台循環器病センター呼吸器科部長）、東照正（千里金蘭大学看護学部教授）、安部治郎（兵庫県立西宮病院小児科部長、周産期母子医療センター長）、井村賢治（大阪府立母子保健総合医療センター小児外科部長）、丹羽久生（元泉佐野市立病院小児科部長、にわ小児科）、黒瀬裕史（元市立吹田市民病院小児科部長、くろせ小児科）、小山高澄（小山医院、大阪府保険医協会理事、国民救援会此花支部長）らがいた。大阪大学医学部附属病院小児科で研修の後、大阪けいさつ病院小児科（蒲生鐡男部長）、耳原総合病院小児科（今村雄一副院長、沼島真砂部長）、大阪府衛生部に勤務（府立母子保健総合医療センター開設準備）。この間、吉祥院病院小児科 高谷 清医師（後に第一びわこ学園園長、フリーライター）のもとに通い、指導を受ける。その後、大阪大学医学部研究生（指導：小児科 清水 寛講師）、大阪府立母子保健総合医療センター小児神経科長を経て、2000年4月佛教大学社会福祉学部教授（以後、同センターは非常勤医）。2008年4月保健医療技術学部に移り、学部長。その他の役職として、健康管理センター長、安全衛生委員会委員長、副委員長、大学評議員を歴任。
1981年10月開設の大阪府立母子保健総合医療センター（周産期医療部門のみで発足）では大阪府職員労働組合衛生支部母子医療センター分会初代副分会長を務めた。大久保忠雄分会長（事務）、安永国広書記長（放射線科）、高瀬伸一執行委員（事務）、谷本好子執行委員（母性棟）らとともにセンター設立時の人員要求の実現、特に母性棟（産科病棟）および新生児棟の8人夜勤体制確立に役割を果たした。また、1985年7月府職労衛生支部母子医療センター分会発行の第2期事業（小児医療部門）開設に向けたパンフレット「母子保健総合医療センターの衛対審答申（大阪府衛生対策審議会答申、昭和49年11月27日付、会長釜洞醇太郎大阪大学総長より黒田了一知事に答申）に基づく2期事業の実現をめざして＝私たちの緊急要求書（案）にみなさんの積極的な御意見を＝」の執筆を担った。
30歳代前半から変形性股関節症が進行し、しだいに歩行が困難となったために、40歳で右股関節固定術を大阪大学医学部附属病院整形外科で受けた。しかし、その後は股関節固定の影響で強度の腰痛に悩まされ続け、社会的活動に大きな制限を受けることになった。58歳時に腰痛を軽減する目的で関節固定をはずして人工股関節に転換する手術を関西医科大学附属滝井病院整形外科飯田寛和教授の執刀で受ける。自身の体験を「股関節固定者の二次障害と人工股関節全置換術」（障害者問題研究2008；35：308-313）にまとめた。また、藁賢一、飯田寛和、和田孝彦、徳永裕彦、加藤充考「股関節強直に対する人工関節置換術」（整形・災害外科2009；52：1005-1010）の症例5は本人である。腰痛は術後3年目から著しく改善した。
専門は発達神経学。学術論文のテーマは、障害の早期診断のための発達神経学的診察手法（自発運動・筋緊張・姿勢評価、足底把握反射、Babkin反射、Moro反射を含む原始反射、Vojta姿勢反応、クローヌス、振戦などの神経症候）、神経生理学的検査の臨床応用（律動的θ波を含む脳波解析、脳血流、H波回復曲線など）、神経学的ハイリスク児（超低出生体重、脳室内出血、出血後水頭症、胎児水頭症、小児脳血管障害、特発性つま先歩行、運動不器用など）の追跡調査による予後研究、発達のキャッチ・アップ例の要因分析、新生児の認知機能（眼手口協調動作における大脳皮質関与の証明）、治療薬剤による副作用（抗てんかん剤使用による脳血流低下、副腎皮質ホルモン剤使用時の脳退縮、アセタゾラマイド長期使用による成長抑制）及び障害の告知と受容に関するものが多数を占める。

## 研究課題
- 超低出生体重児の長期予後
- 新生児の認知機能とその神経メカニズム
- 小児における神経発達障害の早期診断と早期対応
- 原始反射の臨床的意義と神経メカニズム
- 他

障害の早期診断は早期治療・対応に結びつき、予後を変える可能性があるとの考えが研究のモチベーションになっている。

## 受賞歴
- 2017年6月 - Albert Nelson Marquis Lifetime Achievement Award
- 2016年10月 - 読売療育賞（医療福祉施設きずなとの共同研究）
- 2010年10月 - 佛教大学学術賞
- 1987年7月 - 日本小児神経学会 優秀論文長島賞（Best Paper Award）

## 所属学会
- Royal Society of Medicine (英国王立医学会）
- New York Academy of Sciences
- International Child Neurology Association
- 他

## 筆頭著者論文
- Eye-hand-mouth coordination in the human newborn.

Pediatric Neurology 75:43-47, 2017.
- Eye-mouth associated movement in the human newborn and very young infant.

Pediatric Neurology 58:75-82, 2016.
- The Babkin reflex in infants: clinical significance and neural mechanism.

Pediatric Neurology 49:149-155, 2013.
- The grasp reflex and Moro reflex in infants: hierarchy of primitive reflex responses.

International Journal of Pediatrics 2012 (2012), Article ID 191562, 10 pages, Epub 2012, June 11.
- Neural mechanism and clinical significance of the plantar grasp reflex.

Pediatric Neurology 43:81-86, 2010.
- Neurological assessment of early infants.

Current Pediatric Reviews 5:65-70, 2009.
- Neurodevelopmental outcome in children with intraventricular hemorrhage.

Pediatric Neurology 34:219-224, 2006.
- Neurodevelopmental outcome in children with posthemorrhagic hydrocephalus.

Pediatric Neurology 33:23-29, 2005.
- Neurodevelopmental outcome in children with fetal hydrocephalus.

Pediatric Neurology 27:111-116, 2002.
- Plantar grasp response as an additional indicator of shunt malfunction in a case with congenital hydrocephalus.

Childs Nervous System 17:415-418, 2001.
- Clinical significance of planter grasp response in infants.

Pediatric Neurology 20:111-115, 1999.
- Neurologic outcomes of infants with tremor within the first year of life.

Pediatric Neurology 21:557-561, 1999.
- Neurodevelopmental outcome of infants with birth weight of less than 1,000 grams: comparison between periods before and after introduction of surfactant.

Brain and Development 21:453-457, 1999.
- Theta rhythms associated with sucking, crying, gazing, and handling in infants.

Electroencephalography and clinical Neurophysiology 106:392-399, 1998.
- Prognosis of infants with ankle clonus within the first year of life.

Brain and Development 19:50-54, 1997.
- Growth suppression in children receiving acetazolamide with antiepileptic drugs.

Pediatric Neurology 15:323-326, 1996.
- Asymmetry in plantar grasp response during infancy.

Pediatric Neurology 12:54-57, 1995.
- Reduction in internal carotid arterial blood flow velocity in children during antiepileptic drug therapy with clinical dosages.

Epilepsia 35:827-831, 1994.
- Primitive reflex profiles in infants: differences based on categories of neurological abnormalities.

Brain and Development 14:294-298, 1992.
- Internal carotid arterial blood flow velocity in infants.

Pediatric Neurology 8:200-204, 1992.
- Internal carotid blood flow velocity in infants with neurological abnormalities.

In: Oka M et al. eds. Recent Advances in Neurosonology. Elsevier Science Publishers BV, 1992:525-528.
- Cerebral blood flow during ACTH therapy: especially diurnal changes within the first week of therapy.

Brain and Development 10:8-12, 1988.
- Recovery curve of the H-reflex in normal infants, central coordination disturbance cases and cerebral palsy patients within the first year of life.

Brain and Development 10:164-168, 1988.
- Cerebral blood flow and brain shrinkage seen on CT during ACTH therapy.

Brain and Development 8:590-600, 1986.
- H-reflex study in normal children and patients with cerebral palsy.

Brain and Development 7:414-420, 1985.
- The effect of ACTH on cerebral blood flow in children with intractable epilepsy.

Brain and Development 7:53-55, 1985.
- Internal carotid velocity measurements in children with cerebrovascular disease.

Brain and Development 5:363-370, 1983.
- Internal carotid blood flow velocity in children with cerebral palsy by Doppler ultrasound method.

Brain and Development 4:27-33, 1982.
- 他

## 編著書
- 「障害医学への招待」（クリエイツかもがわ、2006年）
- 「周産期医療の理論と実践」（メディカ出版、1992年）

## 家族
- 妻は養護教諭、長男の清充は社会保険労務士法人ブレイン代表社員